# Alone (arcivescovo)
Alone (... – X secolo) è stato un arcivescovo italiano di Benevento (983).

## Biografia
Il nome di questo arcivescovo ricorre in varia forma: «Dilectissimo nobis Alone», scrive chi lo consacrò.
Nominato da papa Giovanni XIV in una lettera che reca la data del dicembre 983, succede alla guida spirituale dell'arcidiocesi beneventana a Landolfo I.
Il suo nome è noto per il suo lavoro riguardante l'arciepiscopato e per aver negoziato con l'imperatore Ottone II, in quei tempi a Benevento (8 ottobre 981) ma non mancarono dissidi interni sul suo operato. La morte dell'imperatore (7 dicembre 983) (e, diversi mesi dopo, quella di Giovanni XIV) gli tolse il suo appoggio per la carriera ecclesiastica.